# Bugrasi
Bugrasi è una suddivisione dell'India, classificata come nagar panchayat, di 12.814 abitanti, situata nel distretto di Bulandshahr, nello stato federato dell'Uttar Pradesh. In base al numero di abitanti la città rientra nella classe IV (da 10.000 a 19.999 persone).

## Geografia fisica
La città è situata a 28° 37' 26 N e 78° 08' 15 E.

## Società

### Evoluzione demografica
Al censimento del 2001 la popolazione di Bugrasi assommava a 12.814 persone, delle quali 6.768 maschi e 6.046 femmine. I bambini di età inferiore o uguale ai sei anni assommavano a 2.432, dei quali 1.325 maschi e 1.107 femmine. Infine, coloro che erano in grado di saper almeno leggere e scrivere erano 5.807, dei quali 3.857 maschi e 1.950 femmine.